# Dionisio Laurerio
Dionisio Laurerio OSM (ur. w 1497 w Benewencie, zm. 17 września 1542 w Rzymie) – włoski kardynał.

## Życiorys
Urodził się w 1497 roku w Benewencie i w młodości wstąpił do zakonu serwitów. Studiował na terenie swojego klasztoru i w 1521 roku uzyskał doktorat. Po przyjęciu święceń kapłańskich, wykładał filozofię, matematykę i teologię na uniwersytetach w Perugii, Bolonii i Rzymie. W latach 30. XVI wieku przebywał w Anglii na dworze Henryka VIII, gdzie poznał kardynałów Alessandra Farnese, Jacopa Sadoleto, Reginalda Pole’a i poetę Jacopa Sannazaro. 27 kwietnia 1535 roku został wybrany przełożonym generalnym swojego zakonu i pełnił tę funkcję do czasu rezygnacji w maju 1542 roku. W 1536 roku papież mianował go nuncjuszem przed królem Szkocji Jakubem V, z uprawnieniami legata a latere, do przeprowadzania reform zgromadzeń zakonnych, szkół, uniwersytetów, kościołów diecezjalnych i duchowieństwa, by zapobiec powtórce schizmy angielskiej. Na początku 1537 roku spotkał Jakuba V w Paryżu, usiłując go przekonać do swoich racji, jednak bez większych sukcesów. Ostatecznie nie pojechał do Szkocji i jeszcze w tym samym roku powrócił do Włoch. 19 grudnia 1539 roku został kreowany kardynałem prezbiterem i otrzymał kościół tytularny S. Marcello. 13 lutego 1540 roku został wybrany biskupem Urbino. Rozpoczął tam proces kanonizacyjny Hieronima Ranuzziego. W sierpniu 1540 roku został powołany, wraz z kardynałami Gasparo Contarinim i Giovannim Pietro Carafą do przeprowadzenia reformy Penitencjarii Apostolskiej. Na konsystorzu w maju 1541 roku ostro zarzucił kardynałowi Contariniemu jego zamiar osiągnięcia kompromisu z protestantami, pokazując swoją nieustępliwość wobec ortodoksji. Rok później został powołany na inkwizytora rzymskiego. Zmarł 17 września 1542 roku w Rzymie.